# Literatura poscolonial

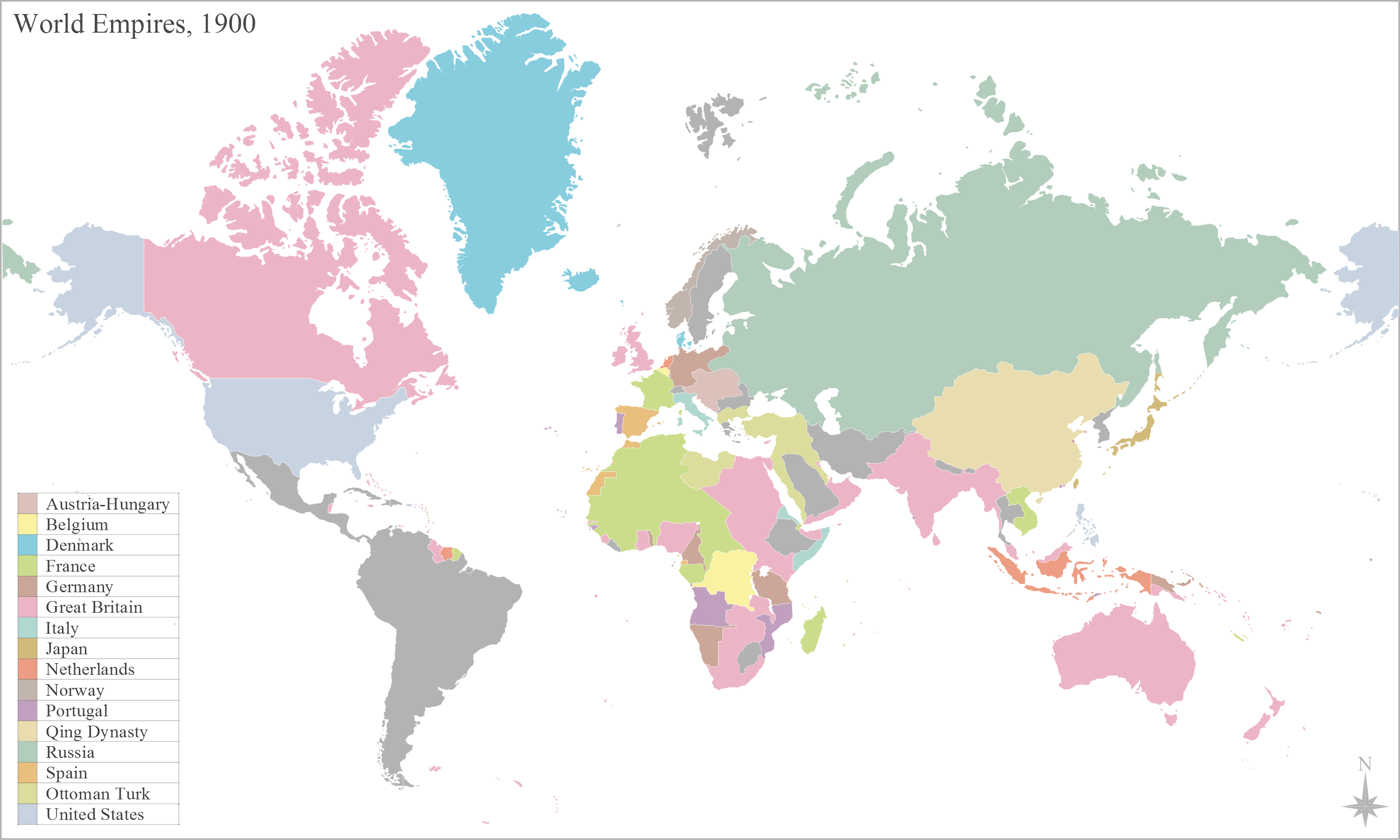
Imperialismo y colonización en 1900.

Literatura poscolonial es la literatura de los países que fueron colonizados, principalmente por países europeos. Existe en todos los continentes excepto en la Antártida. La literatura poscolonial a menudo aborda los problemas y las consecuencias de la descolonización de un país, especialmente las cuestiones relacionadas con la independencia política y cultural de personas anteriormente sometidas, y temas como el racismo y el colonialismo. Una gran gama de teoría literaria ha evolucionado acerca del tema.
La literatura migratoria y la literatura poscolonial muestran un considerable solapamiento. Sin embargo, no toda la migración tiene lugar en un entorno colonial, y no toda la literatura poscolonial trata de la migración. Una cuestión de debate actual es el tamaño en que la teoría poscolonial también habla de literatura sobre migración en entornos no coloniales.

## Enfoques críticos

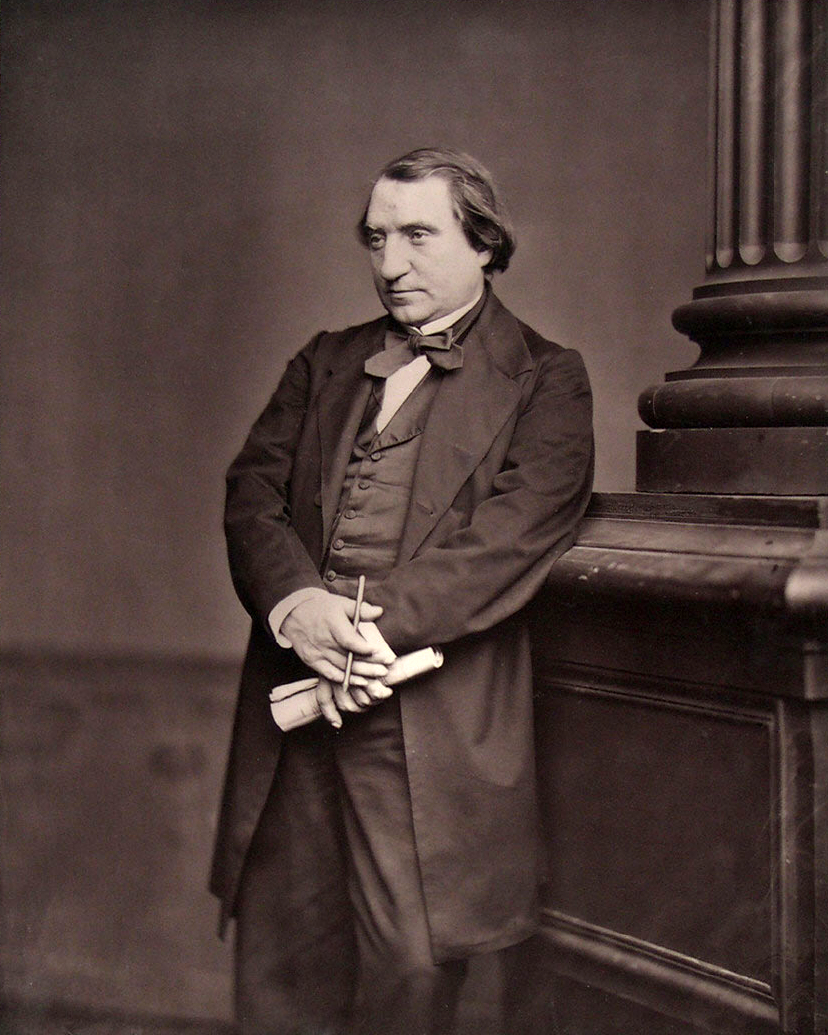
En La rééforme intellectuelle et morale (1871), el orientalista Ernest Renan abogó por la mayordomía imperial para civilizar a los pueblos no occidentales del mundo.

Entre los principales teóricos están Edward Said, Gayatri Spivak, Frantz Fanon, Ngugi wa Thiong'o, Chinua Achebe, 
o Robert Young. Otro teórico importante es el profesor de la Universidad de Harvard, Homi K. Bhabha, (1949 -). Él representa una de las figuras más importantes en los estudios poscoloniales contemporáneos, y ha desarrollado algunos de los neologismos y conceptos clave del campo, como el hibridismo, el mimetismo, la diferencia y la ambivalencia.
Frantz Omar Fanon (1925-1961) fue un psiquiatra, filósofo, revolucionario y escritor afrocaribeño de origen de la isla Martinica cuyas obras son influyentes en los campos de los estudios poscoloniales, la teoría crítica y el marxismo. Como intelectual, Fanon era un radical político, panafricanista y un humanista marxista preocupado por la psicopatología de la colonización, y las consecuencias humanas, sociales y culturales de la descolonización.
La teoría literaria postcolonial reexamina la literatura colonial, especialmente concentrándose en el discurso social, entre el colonizador y el colonizado, que formó y produjo la literatura. En la obra Orientalism (1978), Edward Said analizó la ficción de Honoré de Balzac, Charles Baudelaire y Lautréamont (Isidore-Lucien Ducasse), y explorar cómo fueron influidos, y cómo ayudaron a dar forma a la fantasía social de la superioridad racial europea. Los escritores de ficción poscolonial tratan el discurso colonial tradicional, ya sea modificándolo o subvirtiendolo a ambos. La «narrativa anticonquista» vuelve a elaborar los habitantes indígenas de los países colonizados como víctimas más que como enemigos de los colonizadores. Esto presenta las personas colonizadas de una especie más humana, pero se arriesga a absolver a los colonizadores de la responsabilidad de abordar los efectos de la colonización al asumir que los habitantes nativos estaban «condenados» a su destino.
Mary Louise Pratt, sin embargo, propone una teorización completamente diferente de «anticonquista», que se remonta a Edward Said. En lugar de referirse a cómo los nativos se resisten a la colonización o son víctimas de ella, Pratt analiza las literaturas europeas en las que un europeo narra sus aventuras y lucha por sobrevivir en la tierra del «Otro no europeo ». La anticonquista es una función de cómo el narrador se proclama responsable o agente, directo o indirecto, de la colonización y el colonialismo. Esta noción diferente de anticonquista se usa para analizar las formas en que el colonialismo y la colonización se legitiman, a pesar de todo, a través de entretenidas historias de supervivencia y aventura. La negritud es una filosofía literaria e ideológica, desarrollada por intelectuales, escritores y políticos africanos francófonos en Francia durante la década de 1930. Sus iniciadores incluyeron el poeta Aimé Césaire , Léopold Sédar Senghor y Léon Gontran Damas. Los intelectuales de la negritud desaprobaron el colonialismo francés y afirmaron que la mejor estrategia para oponerse era alentar una identidad racial común para los africanos nativos en todo el mundo.

### Literatura feminista poscolonial
El feminismo poscolonial es una forma de feminismo que se desarrolló como respuesta a que el feminismo parecía enfocarse únicamente en las experiencias de las mujeres en las culturas occidentales. El feminismo poscolonial busca informar de la forma en que el racismo y los efectos políticos, económicos y culturales duraderos del colonialismo afectaron las mujeres no blancas y no occidentales en el mundo poscolonial.

#### Análisis deNervous Conditions
Tsitsi Dangarembga es la autora zimbabwesa de la novela poscolonial, Nervous Conditions. «Por contraste con las influencias de las feministas afroamericanas como Audre Lorde, el trabajo de Dangarembga interroga sobre lo que significa convertirse en una mujer en general y en el contexto poscolonial violento». Esta novela incluye temas de género, emancipación de las mujeres y colonialismo mientras explora el impacto de estos temas en los personajes de la novela y también incita la conciencia en el lector de la lucha continua de las mujeres poscoloniales. «Dangarembga construye la conciencia feminista a través de la creciente autoconciencia del narrador y una mayor agudeza para reconocer la hipocresía y el sexismo».
Raza (clasificación de los seres humanos) es una construcción social, creada por los humanos y perpetuada por las diferencias que percibimos entre sí. Resultando en «racismo, la creencia en la superioridad inherente de una raza sobre todas las demás y por tanto el derecho a dominar. El sexismo es la creencia en la superioridad inherente de un sexo sobre el otro y por tanto el derecho a dominar.» Estas diferencias son la base de las persecuciones de la otra (filosofía) subordinada, la literatura es una plataforma utilizada por un autor. 'Nervous Conditions, es un medio para construir una conciencia en el lector de la opresión de un pueblo, es un medio para para prevenir la amnesia histórica de opresión que se olvida cuando un grupo de personas se considera en oposición como la raza inferior. Las mujeres se expresan como doblemente oprimidas en Nervous Conditions que reflejan la realidad. Son víctimas de la opresión de los colonos y del patriarcado existente de Zimbabue. «Nombrar el poder masculino 'patriarcado' y reconocer sus raíces tan extendidas en la sociedad y la cultura fueron los principales logros de la segunda ola del feminismo en los años setenta y ochenta».
Estos niveles de separación y opresión para las mujeres de color en la literatura y la realidad, son oportunidades para nuevas persecuciones, la falta de conocimiento y conciencia de la opresión dentro de la comunidad proporciona una amnesia histórica que engendra la continuación del racismo, el sexismo y otras opresiones. Dangarembga utiliza las experiencias de Tambudzai, una joven zimbabwesa de una familia pobre para proporcionar al lector una plataforma para descubrir las disparidades de la satisfacción con la vida de un niño frente a una niña, como se describe en esta novela. Estas disparidades están distorsionadas, mal nombradas e incrustadas en la cultura patriarcal para asegurar el cumplimiento del subordinado de las ideologías dominantes. «La gente tenía prejuicios contra las mujeres educadas ...o sé lo que las personas querían decir con una mujer despreocupada: a veces es alguien camina por las calles».
Este prejuicio contra cualquier amenaza al orden dominante, en el caso de Nervous Conditions, es la educación y la emancipación de las mujeres. La educación inglesa y el conocimiento cultural privilegiados para Nyasha debido a la posición de su padre en la misión, la coloca en una situación de ser una mujer educada de ambos mundos, Zimbabue y Inglaterra, pero también un híbrido, desconectado de ambos. Ella se rebela contra las tradiciones restrictivas impuestas por sus padres en Zimbabue. Es consciente de que incrustado su propio confinamiento y opresión cultural tiene a su sexo. «No es realmente él, ¿sabes? Quiero decir, no realmente la persona. Es todo y en todas partes. Entonces, donde te escapas? Eres únicamente una persona y es en todas partes».  Al darse cuenta y rebelarse contra la profundidad de su propio cierre-, Nyasha representa para su padre una mujer indecente, que no se conforma y que rompe con la tradición no únicamente del colonialismo, sino también del patriarcado. Es sobre la mujer que mantiene el orden, mantenido por los miembros de la familia, tanto hombres como mujeres, ya que Nyasha es castigada tanto por su padre como por su madre. «Las luchas anticoloniales se apropiaron de la mujer con fines simbólicos como el epítome y la esencia de sus culturas. Las naciones independientes continuaron este tema y exigieron a sus mujeres castidad, virtud y una sumisión inflexible a la causa de la familia. La familia, por tanto, se convierte en el blanco de continuos interrogatorios de escritoras de todo el Tercer Mundo».

#### Análisis crítico de la literatura feminista
Carolyn Martin Shaw compara la sexualidad, el feminismo y la poscolonialidad del Nervous Conditions de Tsitsi Dangarembga y She No Longer Weeps. Explora la viabilidad del habla como una forma de poder y de agencia de las mujeres en estos trabajos. «Mientras que hablar puede confirmar a la agencia por su propia entonación, el uso que hace Dangarembga de Lorde revela tanto las vulnerabilidades de hablar como su poder. El silencio no te protegerá; pero hablar, en sí mismo, no repara la desigualdad de género».
Audre Lorde fue una feminista, escritora, activista y influida sobre el feminismo negro. Advierte que nadie es inmune al racismo, ya sea al ser víctima de él o en perpetuarlo. «Gran parte de la historia de Europa occidental nos condiciona a ver las diferencias humanas en una oposición simplista entre sí: dominante / subordinado, bueno / malo, arriba / abajo, superior / inferior ... para sobrevivir, aquellos de nosotros para los quien la opresión es tan americana como el pastel de manzana siempre hemos tenido que ser observadores, para familiarizarnos con el lenguaje y las costumbres del opresor, también a veces adoptándolos como ilusión de protección».
Pramod K. Nayar, autor de poscolonialismo: A Guide for the Perplexed, explora la doble opresión y los sistemas relacionados de opresión de las mujeres dentro de una sociedad patriarcal poscolonial. Al destacar esto, Nayar está «aumentando la conciencia del papel de las mujeres en la construcción de identidades sociales, comunitarias, nacionales, su opresión no es únicamente por el colonialismo, sino también por el patriarcado en las culturas nativas y sus estrategias para escapar / negociar el poder de relaciones entre géneros».
La autora de Nervous Conditions, la novela semiautobiográfica de Tsitsi Dangarembga describe el difícil viaje de expansión para el joven protagonista Tambudzai. Explora el impacto del género y el colonialismo sobre una comunidad patriarcal poscolonial, más específicamente sobre los personajes doblemente oprimidos de las mujeres de color. «El evento de la muerte de mi hermano y los eventos de mi historia no pueden separarse, mi historia no es, con todo, sobre la muerte, sino sobre mi fuga y la de Lucía; sobre mi madre y la atrapada de Maiguru; y sobre la rebelión de Nyasha ».

### Volver al movimiento de África
Marcus Garvey (1887 - 1940), fue un líder político, editor, periodista, empresario y orador de Jamaica, que fue un defensor del movimiento panafricanismo, por lo que fundó la Asociación Universal de Mejora del Negro, y la Liga de Comunidades Africanas (UNIA-ACL). También fundó Black Star Line, una línea de transporte y pasajeros que promovió el retorno de la diáspora africana a sus tierras ancestrales.
Antes del siglo XX, líderes como Martin R. Delany o Edward Wilmot Blyden defendían la participación de la diáspora africana en los asuntos africanos. Garvey fue único en el anticipo de una filosofía panafricana para inspirar un movimiento de masas global y el empoderamiento económico, centrándose en el África y conocido como garveyiasmo. Promovido por la UNIA como un movimiento de redención africana, el garveyismo finalmente inspiraría otros, desde la Nación del Islam hasta el movimiento rastafarismo , -algunas sectas de las que proclaman Garvey como un profeta-.

## Islas del Pacífico

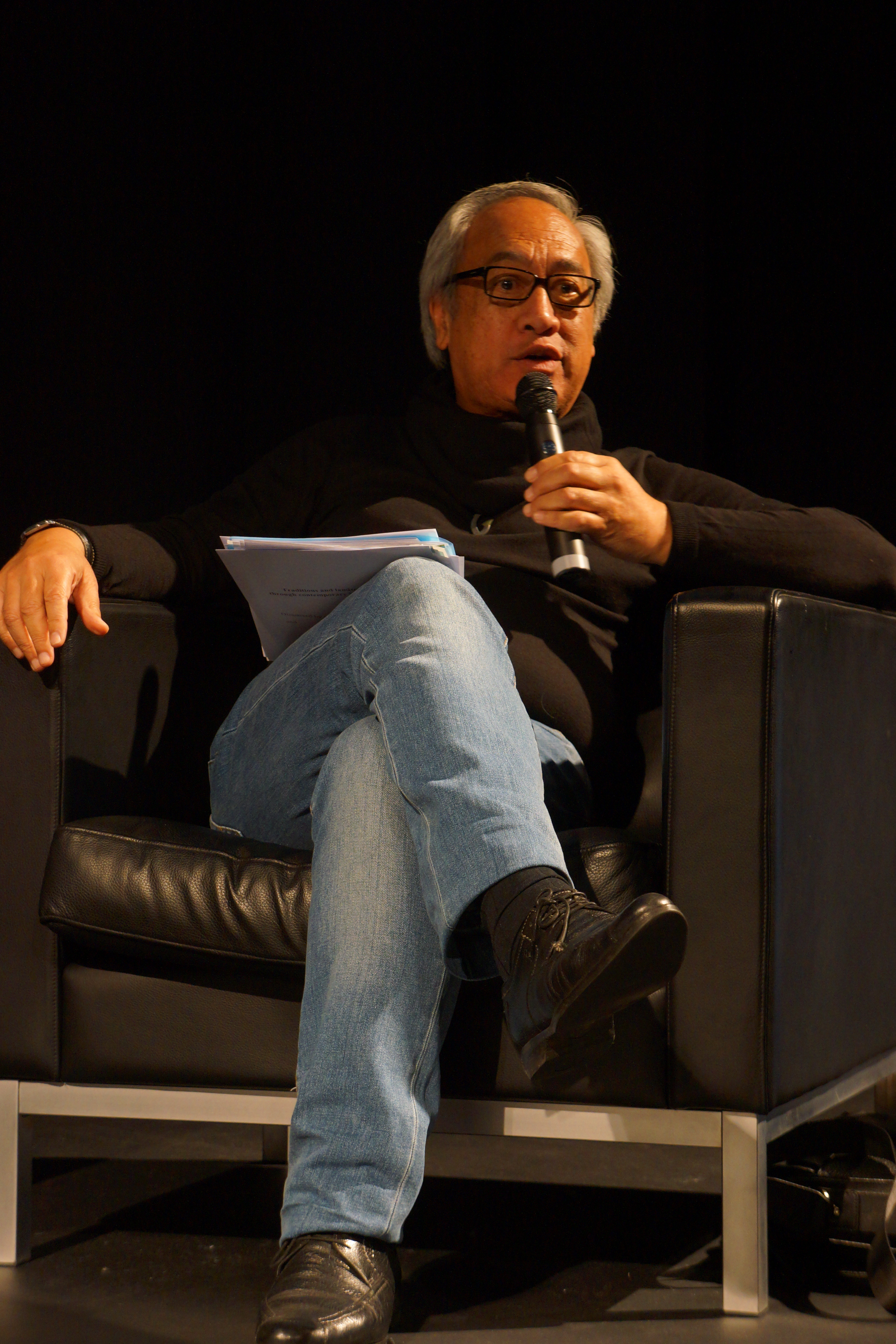
Witi Ihimaera, de Nueva Zelanda, el primer novelista maorí en ser publicado.

Las Islas del Pacífico comprenden de 20,000 a 30,000 islas en el Océano Pacífico. Según el contexto, puede referirse a países e islas con orígenes austronesios comunes, islas una vez o actualmente colonizadas o Oceanía.
Existe un grupo de jóvenes escritores del Pacífico que responden y hablan sobre la experiencia contemporánea de las Islas del Pacífico, incluidos los escritores Lani Wendt Young, Courtney Sina Meredith y Selina Tusitala Marsh, entre otros. La recuperación de la cultura, la pérdida de cultura, la diáspora, todos los temas comunes a la literatura poscolonial, están presentes en los escritores colectivos del Pacífico. Los pioneros dentro de la literatura incluyen Witi Ihimaera, de Nueva Zelanda, el primer novelista maorí publicado, y el poeta de Samoa Albert Wendt, dos de los autores vivos más influyentes de esta región. Wendt vivo en Nueva Zelanda. Entre sus obras está Leaves of the Banyan Tree (1979), el autor proviene de familia alemana a través de su bisabuelo paterno, lo que se refleja en algunos de sus poemas.  Sin embargo, describe su herencia familiar como «completamente samoana», aunque tiene una ascendencia alemana.
Otra figura notable de la región es Sia Figiel (1967), novelista, poeta y pintora samoana contemporánea, la novela con la que debutó Where We Once Belonged ganó el Premio al Mejor Escritor de la Commonwealth de 1997, el Sudeste Asiático y la Región del Pacífico Sur. Sea Figiel creció en medio del canto y la poesía tradicional de Samoa, lo que influyó mucho en su escritura. La mayor inspiración de Figiel en su carrera es el novelista y poeta de Samoa, Albert Wendt.

### Australia
En el momento de la primera colonización, los aborígenes australianos no habían desarrollado un sistema de escritura, por lo que los primeros relatos literarios de aborígenes provienen de las revistas de los primeros exploradores europeos, que contienen descripciones del primer contacto, tanto violento como amistoso. Los primeros están realizados por los exploradores holandeses y el bucanero inglés William Dampier que escribieron sobre los «nativos de New Holland» como «salvajes bárbaros», pero en el tiempo del capitán James Cook y la primera flota marina Watkin Tench (la era de Jean-Jacques Rousseau), los relatos sobre los aborígenes eran más comprensivos y románticos: «se puede decir realmente que estas personas se encuentran en estado puro de naturaleza, y puede parecer que algunos son los más miserables en la tierra; pero en realidad son mucho más felices que ... los europeos », escribió Cook en su diario el 23 de agosto de 1770.
Mientras que su padre, James Unaipon (c.1835-1907), contribuyó a los relatos de la mitología aborigen escritos por el misionero George Taplin, David Unaipon (1872-1967) proporcionó los primeros relatos de la mitología aborigen escritos por un aborigen: Legendary Tales of the Aborigines. Por ello, es conocido como el primer autor aborigen. Oodgeroo Noonuccal (1920-1995) (nacida Kath Walker) fue una poeta, activista política, artista y educadora australiana. Ella también fue una defensora de los derechos de los aborígenes. Oodgeroo era conocida por su poesía, y fue la primera aborigen australiana en publicar un libro de versos We Are Going (1964).
Muchos trabajos notables han sido escritos por australianos no indígenas sobre temas aborígenes. Eleanor Dark (1901-1985) The Timeless Land (1941) es la primera de la trilogía de novelas de The Timeless Land sobre el asentamiento europeo y la exploración de Australia. La narración explica desde el punto de vista de los ingleses y de los aborígenes. La novela comienza con dos hombres aborígenes que presencian la llegada de la Primera flota en el puerto de Sídney el 26 de enero de 1788. Otros ejemplos incluyen los poemas de Judith Wright, The Chant of Jimmie Blacksmith de Thomas Keneally, Ilbarana de Donald Stuart, y la historia de David Malouf: The Only Speaker of his Tongue.

## África

Colonialismo en 1913: las colonias africanas de los imperios europeos; y las fronteras políticas poscoloniales y contemporáneas de los países descolonizados.

Amadou Hampâté Bâ (1901-1991), escritor y etnólogo maliense, y Ayi Kwei Armah (1939), de Ghana, autor de Two Thousand Seasons, han tratado de establecer una perspectiva africana de su propia historia. Otra novela africana importante es Season of Migration to the North, de Tayeb Saleh, del Sudán.
Doris Lessing (1919 - 2013) Zimbabue, publicó su primera novela The Grass is Singing en 1950, después de emigrar a Inglaterra. Ella inicialmente escribió sobre sus experiencias africanas, pronto se convirtió en una presencia dominante en la escena literaria inglesa, publicando con frecuencia durante todo el siglo. En 2007 recibió el Premio Nobel de Literatura por su «capacidad para transmitir la épica de la experiencia femenina y narrar la división de la civilización con escepticismo, pasión y fuerza visionaria».
Yvonne Vera (1964-2005 ) fue una autora galardonada de Zimbabue. Sus novelas son conocidas por su prosa poética, su tema difícil y sus personajes femeninos fuertes, y están firmemente arraigados en el pasado difícil de Zimbabue. Tsitsi Dangarembga (1959 -) es notable autora y cineasta, su novela Nervous Conditions está considerada una de las doce mejores novelas africanas nunca escritas.
Ngũgĩ wa Thiong'o (1938 -) [37] es un escritor keniano, que anteriormente trabajaba en inglés y ahora trabaja en idioma kikuyu. Su trabajo incluye novelas, obras de teatro, cuentos y ensayos, que van desde la crítica literaria y social a la literatura infantil. Él es el fundador y editor de la revista Mũtĩiri en idioma kikuyu a partir de 1992. Es uno de los nombres más habituales entre posibles candidatos al Premio Nobel de Literatura
todos los años desde 2009.
Bat Besong (1954 - 2007) fue un dramaturgo, poeta y crítico camerunés, descrito por Pierre Fandio como «uno de los escritores más representativos y regulares de lo que podría denominarse la segunda generación de la literatura emergente camerunesa en inglés».

### Nigeria
El autor nigeriano Chinua Achebe (1930-13) ganó la atención de todo el mundo por Things Fall Apart a finales de la década de 1950. Achebe escribió sus novelas en inglés y defendió el uso del inglés, un «lenguaje de colonizadores», en la literatura africana. En 1975, su conferencia An Image of Africa: Racism in Conrad s "Heart of Darkness de Conrad presentó una famosa crítica de Joseph Conrad como «un racista completo». Un cabeza de igbo titulado a sí mismo, las novelas de Achebe se centran en las tradiciones de la sociedad igbo, el efecto de las influencias cristianas y el choque de los valores africanos occidentales y tradicionales durante y después de la época colonial. Su estilo se basa en gran medida en la tradición oral igbo, y se ajusta la narración directa con representaciones de historias populares, proverbios y oratoria. También publicó una serie de cuentos, libros para niños y colecciones de ensayos.

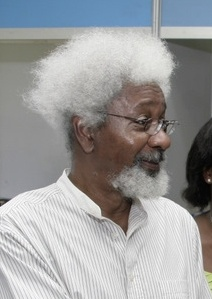
Wole Soyinka, Nigeria lauredo con el Premio Nobel de Literatura de 1986.

Wole Soyinka (1934 - ) es un dramaturgo y poeta que recibió el Premio Nobel de Literatura de 1986, el primer africano en ser honrado en esta categoría. Soyinka nació en una familia de Yoruba en Abeokuta. Después de estudiar en Nigeria y Gran Bretaña, trabajó en el Royal Court Theatre de Londres. Continuó escribiendo obras de teatro que se produjeron en ambos países, en teatros y en la radio. Tomó un papel activo en la historia política de Nigeria y su lucha por la independencia de Gran Bretaña. En 1965, se incautó el estudio del Western Nigeria Broadcasting Service y transmitió una demanda para la cancelación de las Elecciones Regionales de Nigeria Occidental. En 1967 durante la guerra civil de Nigeria, fue arrestado por el gobierno federal del general Yakubu Gowon y puesto en confinamiento solitario durante dos años. Soyinka ha sido un fuerte crítico de sucesivos gobiernos nigerianos, especialmente los numerosos dictadores militares del país, así como de otras tiranías políticas, incluido el régimen de Robert Mugabe en Zimbabue. Gran parte de su escritura se ha centrado en «la bota opresiva y la irrelevancia del color del pie que la lleva».
Chimamanda Ngozi Adichie (1977) es novelista, escritora de no ficción y de cuentos cortos. Adichie ha sido nombrada «la más importante» de una «procesión de jóvenes autores de habla inglesa [que] está teniendo éxito en la acumulación de una nueva generación de lectores a la literatura africana».
Buchi Emecheta (1944 - 2017) es una novelista nigeriana radicada en Gran Bretaña que ha publicado más de 20 libros, incluidos Second-Class Citizen (1974), The Bride Price (1976), en The Slave Girl (1977) y The Joy of Motherhood (1979) sus temas de esclavitud infantil, maternidad, independencia femenina y libertad a través de la educación le han concedido considerables éxitos y honores de la crítica, incluida una Orden del Imperio Británico.

### Sudáfrica
Elleke Boehmer escribe: «El nacionalismo, como el patriarcado, favorece la soltería: una identidad, un patrón de crecimiento, un nacimiento y sangre para todos ... [y] promoverá específicamente unitarias formas de conciencia». El primer problema al que se enfrenta cualquier estudiante de literatura sudafricana es la diversidad de los sistemas literarios. Gerrit Olivier señala: «Si bien no es extraño escuchar a los académicos y políticos sobre una  "literatura sudafricana", la situación a nivel se caracteriza por la diversidad e incluso la fragmentación». Robert Mossman agrega: «uno de los legados más perdurables y más tristes del sistema del apartheid puede que nadie -blanco, negro, coloreado, (que significa mezcla de raza en Sudáfrica) o asiático- puede hablar alguna vez como problema «sudafricano». Sin embargo, es anterior al apartheid de manera significativa, ya que Sudáfrica es un país formado por las comunidades que han sido siempre lingüística y culturalmente diversas. Todas estas culturas han conservado la autonomía, en cierta medida, lo que hace una recopilación difícil, como las controvertidas Southern African Literaturas por Michael Chapman. Este autor plantea la pregunta:

Puede decirse que el lenguaje, la cultura o la historia tienen autoridad en Sudáfrica cuando el fin del apartheid ha planteado preguntas desafiantes sobre lo que es ser sudafricano, lo que es vivir en una nueva Sudáfrica, si Sudáfrica es una nación y, en este caso, cuál es su mito, que debe olvidarse de él y qué recordar, mientras recorremos el pasado para comprender el presente y buscar un camino hacia un futuro desconocido.

Sudáfrica tiene once lenguas nacionales: afrikáans, inglés, zulú, xhosa, sesoto, Sesoto sa leboa, setsuana, Venda, suazi, tsonga y ndebele del sur. Cualquier historia literaria definitiva de Sudáfrica debería, podría argumentarse, discutirse o ser producida en las once lenguas. Pero la única literatura que ha adoptado características que se puede decir que es «nacional» es el afrikáans. Olivier argumenta: «De todas las literaturas en Sudáfrica, la literatura afrikáans ha sido la única que se ha convertido en literatura nacional en el sentido de que desarrolló una imagen clara de sí misma como una entidad separada, y que mediante la consolidación institucional a través de la enseñanza, distribución, una cultura de revisión, revistas, etc. podría asegurar la continuación de este concepto».

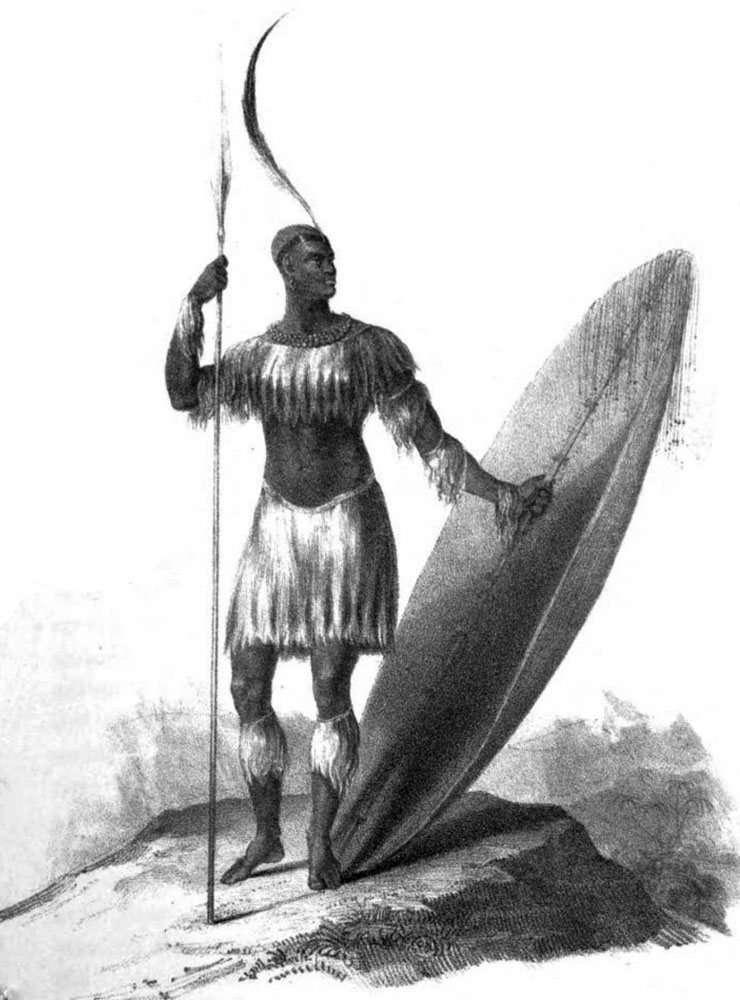
El rey Shaka, los primeros textos de autores sudafricanos trataban de su historia.

En caso contrario, el peligro es enfatizar un sistema literario a cuenta de otro, y la mayoría de las veces, el beneficiario es el inglés, y se ignoran las lenguas africanas. La distinción literatura «negra» y «blanca» es además un remanente del colonialismo que debería ser reemplazado por distinciones entre sistemas literarios basados en la afiliación lingüística más que en la raza. Los primeros textos producidos por autores negros a menudo se inspiraban en los misioneros y frecuentemente trataban la historia africana, en particular la historia de reyes como Shaka.
La escritura sudafricana moderna en las lenguas africanas tiende a escribir de manera realista, a proporcionar un espejo a la sociedad, y describe los conflictos entre entornos rurales y urbanos, entre normas tradicionales y modernas, conflictos raciales y, más recientemente, el problema de la sida. Son notables escritores sudafricanos en inglés: Nadine Gordimer, John Maxwell Coetzee y Wilbur Smith. André Brink ha escrito tanto en afrikáans como en inglés, mientras que Breyten Breytenbach escribe principalmente en afrikáans, aunque muchos de sus trabajos han sido traducidos al inglés.Dalene Matthee (1938 - 2005) es otra escritora en afrikáans, conocida por sus cuatro novelas, escritas en y cerca de los bosques Knysna-Amatole, incluyendo Kringe in 'n bos (1984), Fiela se Kind (1985), Moerbeibos (1987) y Toorbos (2003). Sus libros han sido traducidos a catorce idiomas, incluidos inglés, francés español y alemán, y se han vendido más de un millón de copias en todo el mundo.

## Las Américas

### Antillas
Una novela ejemplar poscolonial es Wide Sargasso Sea (1966) de Jean Rhys (1890/1979), una novelista de finales del siglo XIX que nació y creció en la isla caribeña de Dominica, aunque residía principalmente en Inglaterra desde los 16 años. Esta novela está basada en Jane Eyre (1847), de Charlotte Brontë, Narrada desde la perspectiva de una protagonista subalterna, Antoinette Conway. Es la historia de Antoinette Cosway, una heredera criolla blanca, desde el momento de su juventud en Jamaica, a su infeliz matrimonio con cierto caballero inglés, que nunca es nombrado por el autor. Le cambia el nombre a una Bertha prosaica, la declara loca, y requiere que se mude a Inglaterra. Atrapada en una sociedad patriarcal opresiva en la que no pertenece ni a los europeos blancos ni a los jamaicanos negros, Cosway es la versión de Rhys de la diabólica «loca en el ático» de Brontë. Como sucede con muchas obras poscoloniales, la novela aborda los temas de la desigualdad racial y la dureza del desplazamiento y la asimilación. También se ocupa de las relaciones de poder entre hombres y mujeres.

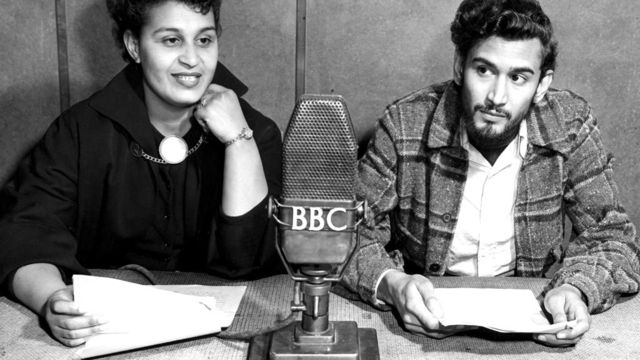
La actriz Pauline Henriques y el escritor Samuel Selvon leyendo una historia en la BBC "Caribbean Voices" en 1952.

El término «Indias Occidentales» comenzó a tener una amplia vigencia en la década de 1950, cuando escritores como Samuel Selvon, John Hearne, Edgar Mittelholzer, V. S. Naipaul y George Lamming comenzaron a publicarse en Gran Bretaña. [49] El programa de radio de la BBC Caribbean Voices, que presentó historias y poemas escritos por autores antillanos, grabó en Londres bajo la dirección del productor Henry Swanzy, el sentido de una literatura única en desarrollo en las islas que fue transmitido de retorno a las islas. Revistas como Kyk-Over-Alen en Guyana, Bim en Barbados y Focus en Jamaica, publicaron trabajos de escritores de toda la región, y también promovieron vínculos ayudando a crear una audiencia.

### Estados Unidos
El estadounidense David Henry Hwang (1957-) en su obra M. Butterfly aborda la perspectiva occidental en China y los franceses, así como las perspectivas de América en Vietnam durante la guerra de Vietnam. Se inspiró para la ópera Madama Butterfly de Giacomo Puccini.
Maxine Hong Kingston (1940-) es una autora de la novela "Woman Warrior" y varias ensayos sobre las experiencias de los inmigrantes chinos que viven en Estados Unidos. Kingston ha recibido críticas significativas por reforzar los estereotipos racistas en su trabajo y por ficcionalizar historias chinas tradicionales para apelar a las percepciones occidentales del pueblo chino. También ha recibido críticas de eruditas asiáticas por su «exageración excesiva de la opresión femenina asiàticoamericana».
Giannina Braschi (1953-) es una escritora latina, autora de la novela bilingüe Yo-Yo Boing! (1998) y “Estados Unidos de Banana” (2011). Estados Unidos de Banana tiene lugar en la Estatua de la Libertad, en la Nueva York pos 11-S, donde Hamlet, Zaratustra y Giannina emprenden una búsqueda para liberar al prisionero puertorriqueño Segismundo. Segismundo lleva encarcelado más de cien años, escondido por su padre, el rey de los Estados Unidos de Banana, por el delito de haber nacido. Pero cuando el rey se vuelve a casar, libera a su hijo, en aras de la reconciliación convierte a Puerto Rico en el estado número 51 de la nación y otorga el pasaporte estadounidense a todos los ciudadanos de América Latina.
Bharati Mukherjee (1940-2017), aunque tiene ascendencia de las Indias Orientales, ha dejado constancia de que se considera una escritora estadounidense y no una exiliada india. En una entrevista de 1989 con Amanda Meer, Mukherjee dijo: «Me considero completamente una escritora de Estados Unidos, y esta ha sido mi gran batalla: darme cuenta que mis raíces como escritora ya no están, en lo que alguna vez fueron, entre los escritores indios, pero estoy narrando sobre el tema de los sentimientos, de un nuevo tipo de pionero aquí en América. Soy la primera entre los inmigrantes asiáticos en hacer esta distinción entre escritura de inmigrantes y escritura de exiliados. La mayoría de los escritores indios anteriores a esto, todavía se han considerado indios, y su inspiración literaria viene de la India. Mientras que yo, digo, estas son raíces maravillosas, pero ahora mis raíces están aquí y mis emociones están aquí en América del Norte.»
Jhumpa Lahiri (1967 -) es una autora indo -estadounidense. La primera colección de cuentos de Lahiri, Interpreter of Malad (1999) ganó el Premio Pulitzer 2000 de Ficción, y su primera novela, The Namesake (2003), fue adaptada a la popular película del mismo nombre.

#### Literatura afroamericana
A lo largo de la historia de Estados Unidos, los afroamericanos han sido discriminados y sujetos a actitudes racistas. Esta experiencia inspiró algunos escritores negros, al menos durante los primeros años de la literatura afroamericana, a demostrar que eran iguales a los autores europeo-americanos. Como dijo Henry Louis Gates, Jr., «es justo describir el subtexto de la historia de las letras negras como este impulso de refutar la afirmación de que, como los negros no tenían tradiciones escritas, eran portadores de una cultura inferior».
Al rechazar las afirmaciones de la cultura dominante, los escritores afroamericanos también intentaban subvertir las tradiciones literarias y de poder de Estados Unidos. Algunos estudiosos afirman que la escritura se ha visto tradicionalmente como «algo definida por la cultura dominante como una actividad masculina blanca». Esto significa que, en la sociedad de los Estados Unidos, la aceptación literaria ha sido tradicionalmente ligada íntimamente con la misma dinámica de poder que perpetró males como la discriminación racial. Apropiándose e incorporando las tradiciones orales no escritas y la vida popular de la diáspora africana, la literatura afroamericana rompió «la mística de la conexión entre la autoridad literaria y el poder patriarcal.» Al producirse su propia literatura, los afroamericanos pudieron establecer sus propias tradiciones literarias carentes del filtro intelectual blanco. Esta visión de la literatura afroamericana como una herramienta en la lucha por la liberación política y cultural de los negros ha sido manifestada durante décadas, quizás la más famosa la del activista William Edward Burghardt Du Bois.

#### Renacimiento nativo americano
«Native American Renaissance» es un término acuñado originariamente por el crítico Kenneth Lincoln en el libro de 1983 Native American Renaissance para categorizar el aumento significativo en la producción de obras literarias por los amerindios de Estados Unidos hacia finales de la década de 1960 en adelante. A. Robert Lee y Alan Velie señalan que el título del libro «rápidamente ganó vigencia como un término para describir la eflorescencia de las obras literarias que continuaron a la publicación de la House made of dawn de Scott Momaday en 1968». La novela de Momaday obtuvo la aclamación de la crítica, incluido el Premio Pulitzer de ficción en 1969.

### Canadá
La escritora canadiense Margaret Atwood es una escritora poscolonial que trató temas de investigación de identidad a través de su estilo de escritura gótica del sur de Ontario.
El canadiense Michael Ondaatje, es un autor aclamado internacionalmente con raíces de Sri Lanka, que ha explorado en trabajos como Running in the Family (1983) y The Cat 's Table (2011).
Cyril Dabydeen (1945 -) es un escritor nacido en Guyana, canadiense de ascendencia india. Creció en una plantación de caña de azúcar con el sentido del contrato indio arraigado en su pasado familiar.

## Asia occidental: Oriente Medio
Las figuras principales son Naguib Mahfouz, el novelista egipcio, y Edward Said, un eminente erudito palestino que ha escrito especialmente sobre el tema del orientalismo. Según el trabajo de Said, «Oriente» es un término construido como la sombra inferior del «Occidente» civilizado y poderoso. Su supuesta inferioridad la explica en términos raciales. La Revolución egipcia de 1919, contra el dominio británico en Egipto y Sudán, tuvo un fuerte efecto en Mahfouz, aunque en ese momento tenía siete años. Desde la ventana, a menudo veía soldados británicos disparando contra los manifestantes, hombres y mujeres. «Se podría decir [...] que lo único que sacudió la seguridad de mi infancia fue la revolución de 1919», dijo más tarde.

## Asia del Este

### Filipinas
La literatura filipina incluye las leyendas de la prehistoria y el legado colonial de Filipinas. La literatura filipina prehispánica de hecho era una epopeya transmitida de generación en generación originariamente a través de la tradición oral . Sin embargo, las familias adineradas, especialmente en Mindanao, pudieron guardar copias transcritas de estas epopeyas como reliquias familiares. Uno de estos poemas épicos fue el Darangen, épica de los maranaos del lago Lanao. La mayoría de las epopeyas fueron conocidas durante la era española. La mayor parte de la literatura notable de Filipinas se escribió durante el periodo español y la primera mitad del siglo XX en idioma español. La literatura filipina está escrita en español, inglés o cualquier lengua indígena filipina.

### Singapur
Bonny Hicks (1968 - 1997) fue un modelo y escritor euroasiático de Singapur. Tras obtener la fama como modelo, ganó reconocimiento por sus contribuciones a la literatura poscolonial de Singapur y por la filosofía antrópica transmitida en sus obras. Su primer libro, Excuse Me, Are You A Model? , es reconocido como un hito importante en la historia literaria y cultural de Singapur.

### India
Una de las cuestiones clave es la superioridad / inferioridad de la escritura india en inglés en comparación con la producción literaria en los diversos idiomas de la India. Los conceptos polares clave presentados en este contexto son superficiales / auténticos, imitativos / creativos, superficiales / profundos, críticos / acríticos o elitistas / parroquiales.
Las opiniones de Salman Rushdie y Amit Chaudhuri expresan a través de sus libros The Vintage Book of Indian Writing y The Picador Book of Modern Indian Literature respectivamente subsumir la esencia de esta batalla. La declaración de Rushdie en su libro - «La irónica propuesta que la mejor escritura de la India desde la independencia pudo haber sido hecha al lenguaje de los imperialistas muertos es demasiado para algunos», creó mucho resentimiento entre muchos escritores, incluidos los escritores de inglés. En su libro, Amit Chaudhuri pregunta: «Puede ser cierto que la escritura india, esta entidad infinitamente rica, compleja y problemática, debe ser representada por un puñado de escritores que escriben en inglés, que viven en Inglaterra o en América y de quien uno podría decir que se han conocido en una fiesta?» 
Chaudhuri siente que después de Rushdie, la escritura india en inglés comenzó a emplear el realismo mágico, la holgazanería, la narrativa no lineal y el lenguaje híbrido para sustentar temas como el microcosmos de la India y supuestamente reflejando las condiciones indias. Él contrasta esto con las obras de escritores anteriores como RK Narayan, donde el uso del inglés es puro, pero el desciframiento del significado necesita familiaridad cultural. También siente que la indianidad es un tema construido únicamente en IWE y no se articula en las literaturas vernáculas. Agrega además que «la novela poscolonial se convierte en un tropo para una hibridación ideal por la que Occidente celebra no tanto la indianidad, cualquiera que sea esa cosa infinitamente compleja, sino su propia investigación histórica, su reinterpretación de sí misma». Algunos de estos argumentos forman una parte integral de lo que se llama teoría poscolonial. 
The Hungry Generation fue un movimiento literario en idioma bengalí lanzado por lo que hoy se conoce como «Cuarteto Hungryalist», es decir, Shakti Chattopadhyay, Roy Roy Choudhury, Samir Roychoudhury y Debi Roy durante la década de 1960 en Calcuta. Debido a su participación en este movimiento cultural de vanguardia, los líderes perdieron sus trabajos y fueron encarcelados por el gobierno en funciones. Desafiaron las ideas contemporáneas sobre la literatura y contribuyeron de manera significativa a la evolución del lenguaje utilizado por los artistas contemporáneos para expresar sus sentimientos en la literatura y la pintura. [65]

## Europa

### Gran Bretaña
Las novelas de James Gordon Farrell son textos importantes sobre el colapso del imperio británico. Troubles, se desarrolla durante la guerra de Independencia irlandesa (1919-1921), y es la primera entrega del "Empire Trilogy" de Farrell, precediendo The Siege of Krishnapur y The Singapore Grip, todo escrito durante la década de 1970. Aunque hay temas similares dentro de las tres novelas -sobre todo la del Imperio británico-, no forman una secuencia de narración. El sitio de Krishnapurn se inspiró en eventos como los del Acoso de Cawnpore ( Kanpur ) y Lucknow, y detalla el sitio de una ciudad india ficticia, Krishnapur, durante la rebelión de la India de 1857 desde la perspectiva de los residentes británicos. The Singapore Grip es un libro satírico sobre los acontecimientos posteriores a la entrada de Japón en la Segunda Guerra Mundial y la ocupación de Singapur. La historia se centra en una familia británica que controla una de las principales compañías comerciales de la colonia.
El novelista Edward Morgan Forster en A Passage to India (1924) toma como tema la relación entre el este y el oeste, vista a través de la lupa de la India en los últimos días del Raj británico. Forster conecta las relaciones personales con la política del colonialismo a través de la historia de la inglesa Adela Quested, el indio Dr. Aziz, y la cuestión de qué sucedió o no entre ellos en las Cuevas de Marabá. [66]
El Raj Quartet, una secuencia de novelas en cuatro volúmenes, escrita por Paul Scott, también trata el tema de los británicos en la India, en este caso los últimos años del Raj británico en la India. La serie fue escrita durante el periodo 1965-1975. The Times lo llamó «uno de los hitos más importantes de la ficción de posguerra». [67] El Raj Quartet se desarrolla en un contexto tumultuoso para los soldados y civiles británicos destacados en la India que tienen el deber de administrar esta parte del Imperio británico. Un tema recurrente es la certeza moral de la generación anterior por contraste con la Anomia (ciencias sociales)anomia de la más joven. [68] Otro es el racismo al que esto trae. [69] Para justificar el racismo y combatir este peligro de anomia y desintegración, los personajes británicos se dejaron «atrapar por códigos y principios que eran en parte para mantener sus propias temores y dudas a raya». [70]

### Gales
La totalidad de Gales fue anexionado por Inglaterra e incorporado dentro del derecho de Inglaterra bajo las Leyes de los Hechos de Gales 1535-1542. El distintivo político galés se desarrolló en el siglo XIX, y el sentimiento nacional galés creció durante el siglo XX. El partido nacionalista galés, Plaid Cymru, se formó en 1925 y el grupo Cymdeithas yr Iaith en 1962.
Saunders Lewis (1893 - 1985), el notable poeta, novelista, dramaturgo y nacionalista del idioma galés, rechazó la posibilidad de la literatura anglo-galesa, debido a su uso del inglés, la lengua de los colonialistas británicos, afirmando que «la literatura que la gente llamada Anglo-Welsh era indistinguible de la literatura inglesa».
La actitud de la generación de posguerra de los escritores galeses en inglés hacia Gales difiere de la generación anterior, que simpatizaban más con el nacionalismo galés y el idioma galés. El cambio puede estar relacionado con el fervor nacionalista generado por Saunders Lewis y la quema de la Escuela de Bombardeo en la Península de Llŷn en 1936, junto con una sensación de crisis generada por la Segunda Guerra Mundial. En poesía, RS Thomas (1913-2000) fue la figura más importante durante la segunda mitad del siglo XX, comenzando con The Stones of the Field en 1946 y concluyendo con No Truce with the Furies (1995). Mientras que «no aprendió el idioma galés hasta que tenía 30 años, escribió todos sus poemas en inglés», quería que el idioma galés se convirtiera en el primer idioma de Gales y se suprimiera la política oficial de bilingüismo. Escribió su autobiografía en galés, pero dijo que carecía de la comprensión necesaria del lenguaje para emplearlo en sus poemas. Aunque era un sacerdote anglicano, era un ferviente nacionalista y defendió la acción no violenta contra los propietarios de casas de vacaciones en Gales. Como admirador de Saunders Lewis, RS Thomas, defendió su necesidad de usar el inglés: «Ya que en Gales hay una lengua materna que continúa floreciendo, un galés adecuado únicamente puede mirar al inglés como un medio para reavivar el interés en el idioma galés, y guiando las personas de vuelta a la lengua materna».
Con la creación de la Asamblea Nacional de Gales, bajo la Ley de Gobierno de Gales de 1998, Gales ahora tiene más autonomía local del gobierno central en Inglaterra. La Ley del idioma galés de 1993 y la Ley del Gobierno de Gales de 1998 establecen que los idiomas inglés y galés se tratarán en igualdad. El inglés es hablado por casi todas las personas en Gales y es la lengua principal de facto. El norte y el oeste de Gales conservan muchas áreas donde la mayoría de la población habla el galés como primer idioma, y el inglés como segunda lengua. El censo de 2011 mostró que 562.016 personas, el 19.0% de la población galesa, podían hablar en galés.

### Irlanda

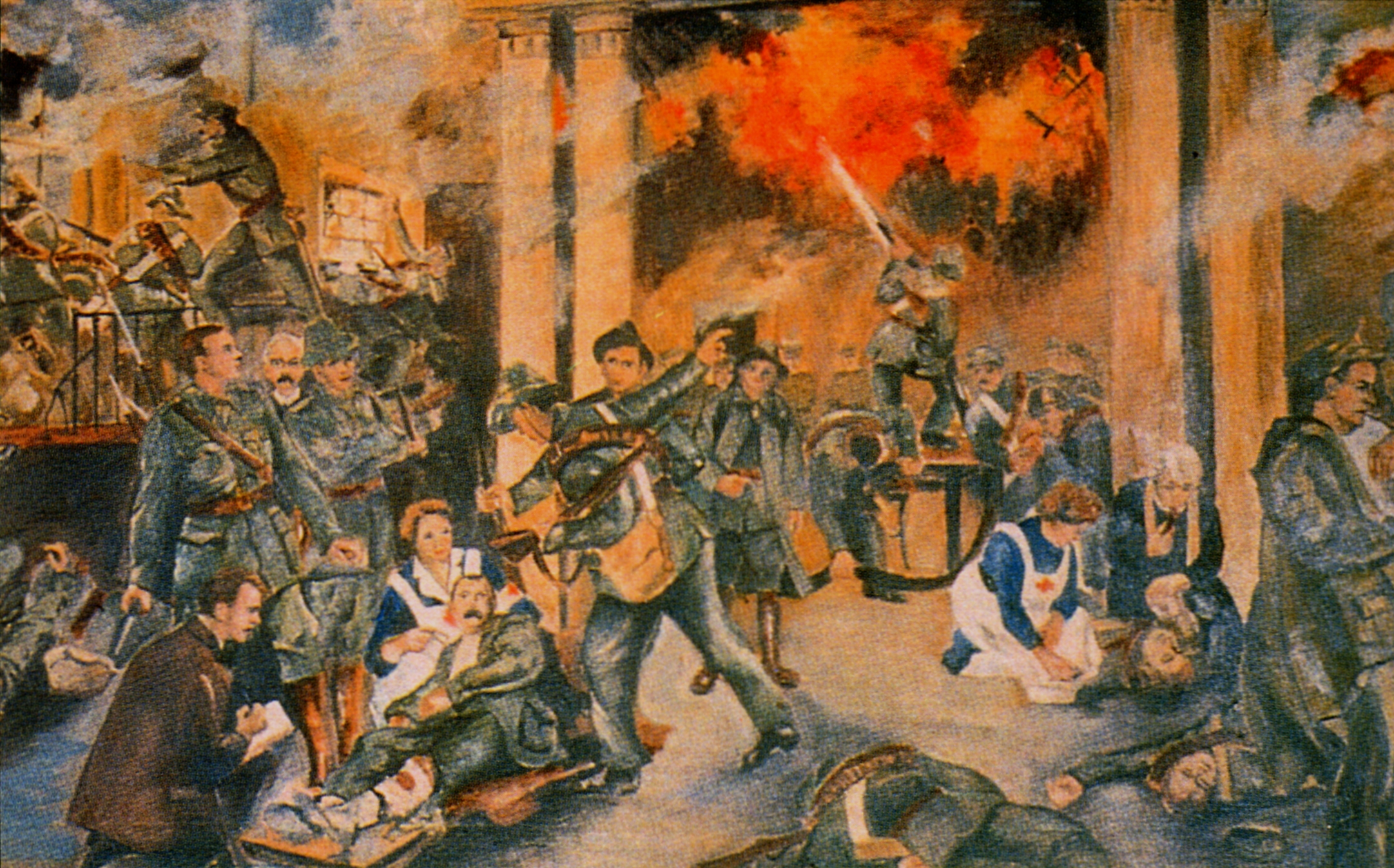
Nacimiento de la República de Irlanda de Walter Paget, que representa la Oficina General de Correos (GPO) de Dublín bombardeada durante el Levantamiento de Pascua de 1916.

El idioma inglés se introdujo en Irlanda en el siglo XIII, tras la Invasión cambro-normanda de Irlanda. Sin embargo, la lengua inglesa no se extendió sobre toda la isla hasta la conquista de los Tudor de los siglos XVII y XVII, que condujo la colonización por parte de Gran Bretaña. En la década de 1690, un sistema de gobierno protestante inglés fue diseñado para perjudicar materialmente la mayoría católica y los disidentes protestantes, y se extendió durante el siglo XVIII. El idioma irlandés, sin embargo, continuó siendo la lengua dominante de la literatura irlandesa hasta el siglo XIX, a pesar de un lento declive que comenzó en el siglo XVII con la expansión del poder inglés.
El siglo XVII vio el endurecimiento del control de los ingleses sobre Irlanda y la supresión de la aristocracia tradicional. Esto significó que la clase literaria perdió sus patrocinadores, ya que la nueva nobleza hablaba inglés con poca simpatía por la cultura más antigua. Los elaborados medidores clásicos perdieron su dominio y fueron reemplazados en gran parte por formas más populares. Esta fue una era de tensión social y política, expresada por el poeta Dáibhí o Bruadair y los autores anónimos de Pairliment Chloinne Tomáis, una sátira en prosa sobre las aspiraciones de las clases bajas.
Las consecuencias de estos cambios se vieron en el siglo XVIII. La poesía seguía siendo el medio literario dominante y sus practicantes eran eruditos pobres, a menudo educados en los clásicos, en las escuelas locales y maestros de escuela de oficio. Estos escritores produjeron trabajos pulidos en medida popular para una audiencia local. Este fue particularmente el caso en Munster, en el suroeste de Irlanda, y nombres más notables incluyeron Eoghan Rua o Súilleabháin y Aogán o Rathaille de la región Sliabh Luachra. Aunque se encontraba un cierto número de patrocinadores locales, incluso a comienzos del siglo XIX, especialmente entre las pocas familias supervivientes de la aristocracia gaélica. En la primera mitad del siglo XVIII, se desarrolló en Dublín un círculo literario en lengua irlandesa, conectado con la familia o Neachtain (Naughton), un grupo con amplias relaciones continentales.